# كارل إس. وليامز
كارل إس. وليامز (بالإنجليزية: Carl S. Williams)‏ هو طبيب عيون أمريكي، ولد في 16 مايو 1872 في Chatham Township, Ohio ‏ في الولايات المتحدة، وتوفي في 8 نوفمبر 1960.